# 부도 (경제)
부도(不渡, non-sufficient funds, NSF)는 어음이나 수표 등을 보유한 자가 지불 기한이 다다를 때까지 해당 표에 명시된 금액을 지불받지 못하는 것을 의미한다.

## 부도의 이유
- 계정 보유자가 지불을 주지 않기 위해 수표를 의도적으로 취소할 때
- 계정 보유자의 금액이 동결될 때
- 거짓 수표 제출 등으로 계좌가 실제로 존재하지 않을 때
- 수표의 날짜가 기한을 넘어설 때
- 수표의 서명이 계정 보유자의 서명과 동일하지 않을 때
- 수표가 손상되었을 때

## 부도처리유예제
부도처리유에제(不渡處理猶豫制)는 착실한 중소기업이 거래처의 도산 등에 따라 연쇄적으로 부도 위기를 맞는 흑자도산을 막기 위한 제도이다. 어음이나 수표 대금을 주어진 기일내에 거래은행에 입금시키지 못해도 부도기간을 일정기간 유예해 주는 제도이다. 금융기관의 자율성과 지급결제제도의 안정성을 해칠 우려가 있다. 우리 정부가 1993년 6월 확정한 부도처리유예제 운영방식은 현재 연 2회에서 3회로 늘리고 당좌거래 정지처분 후 적색거래처로 등록하는 기간을 현재 7일 이내에서 1개월 이내로 늘려주는 방안을 골자로 하고 있다.

## 같이 보기
- 파산